# Zamiłostka

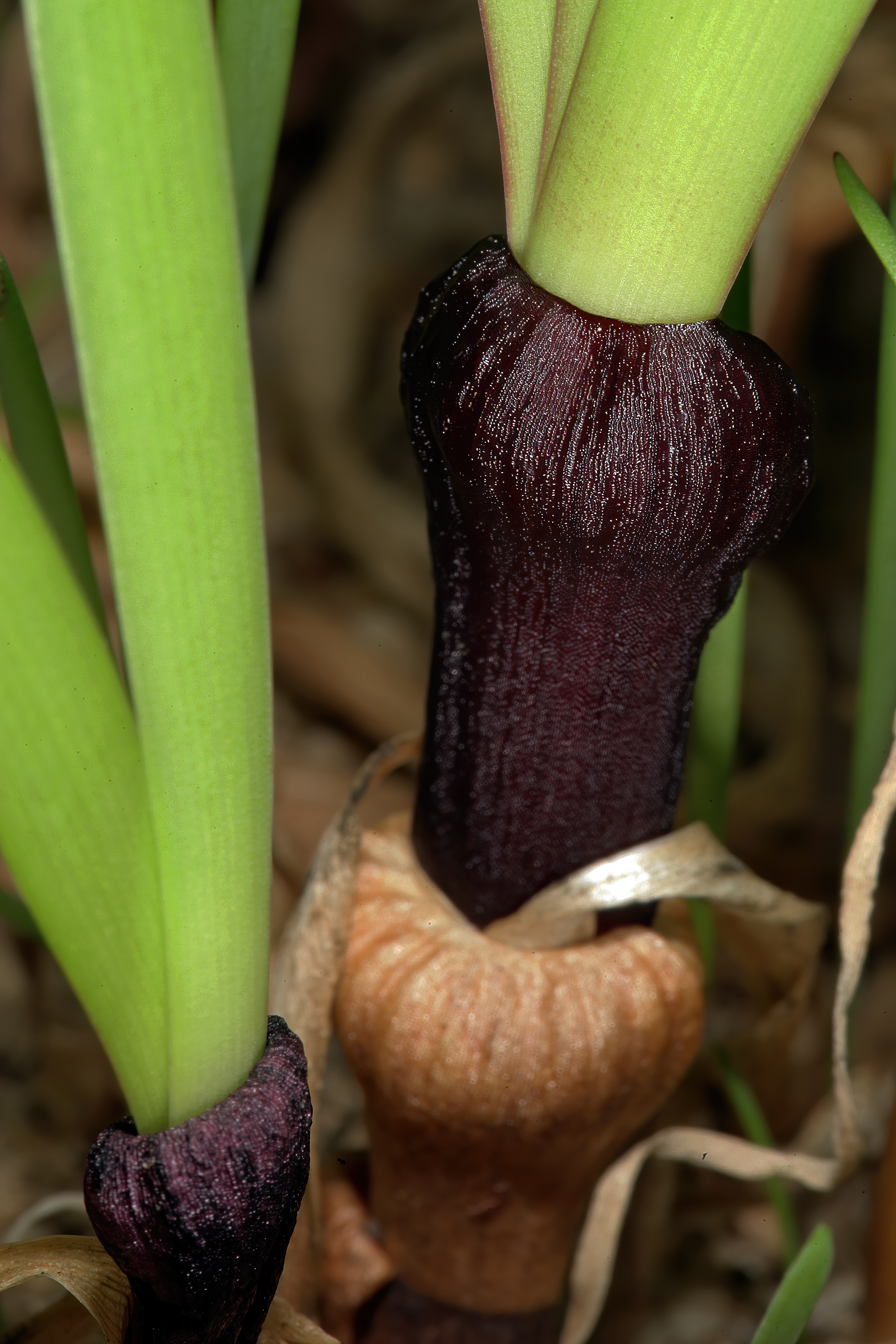
Pochwa u nasady liści S. truncata

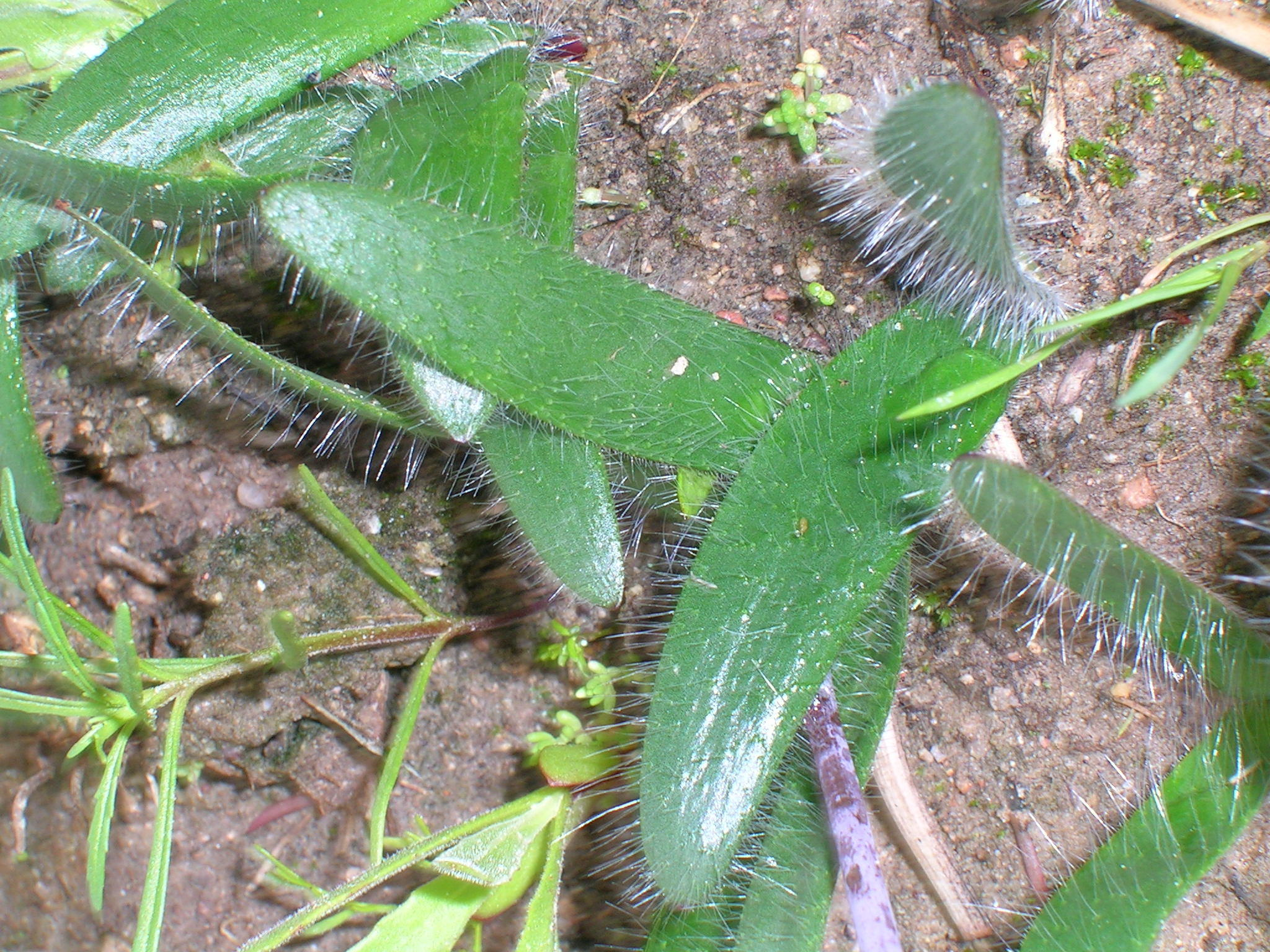
Liście S. chaplinii

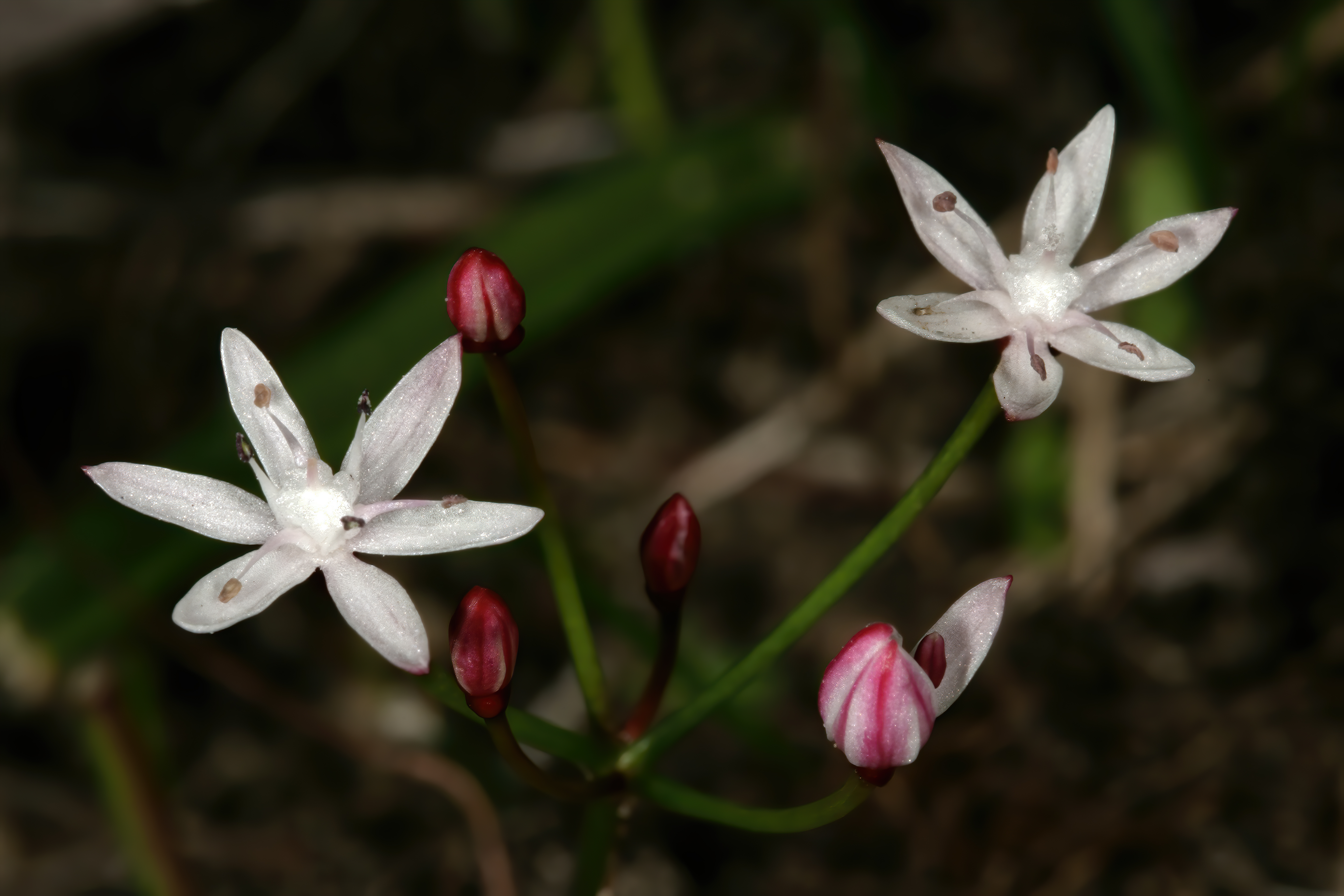
Strumaria tenella

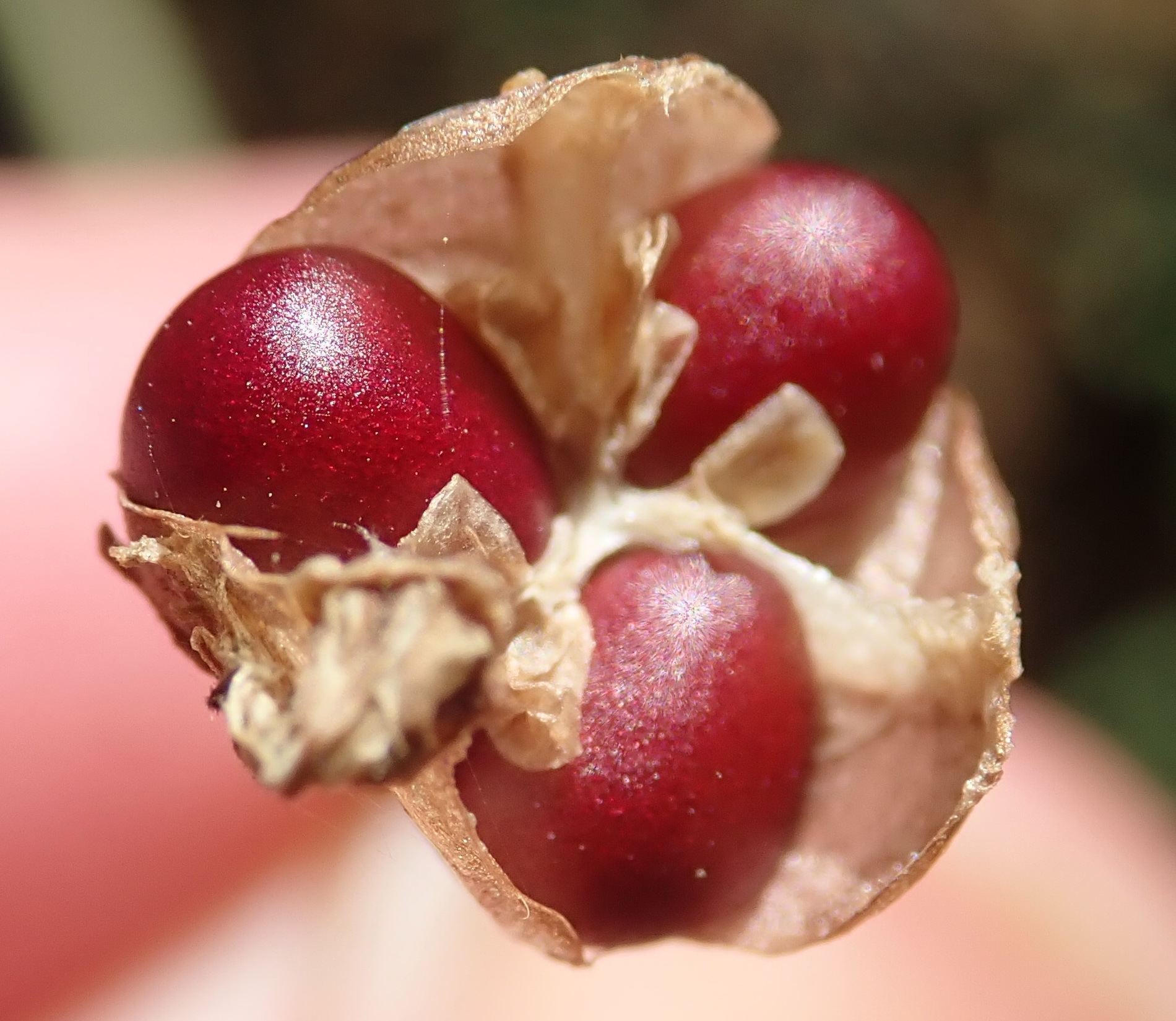
Nasiona Strumaria gemmata

Zamiłostka (Strumaria Jacq.) – rodzaj roślin z rodziny amarylkowatych, obejmujący 27 gatunków, występujących endemicznie na obszarze Republiki Południowej Afryki i Namibii. 

## Morfologia
PokrójWieloletnie rośliny zielne.
PędCebula chroniona filcowatymi łuskami zewnętrznymi.
LiścieU roślin z tego rodzaju występują dwa wzorce wzrostu liści. Większość gatunków tworzy dwa lub rzadko trzy liście ustawione naprzeciwlegle, paskowate lub owalne, często z frędzlami lub owłosione, łukowato wygięte lub przylegające do podłoża. Kilka gatunków tworzy do sześciu gładkich, paskowatych liści, które rosną w rozłożystym, nieco wyprostowanym wachlarzu. Strumaria truncata jest niezwykła, ponieważ tworzy wydatną, nabrzmiałą pochwę koloru wątrobianego, która chroni młode liście. Innym niezwykłym gatunkiem jest S. bidentata, która ma lepkie liście zbierające ziarna piasku nawiewanego przez wiatr.
KwiatyZebrane od 2 do 30 w rozłożysty i parasolowaty lub skupiony i główkowaty, często zwisający baldach, wyrastający na smukłym, nagim głąbiku. Kwiatostany wsparte są dwiema błoniastymi, różowymi podsadkami, które w całości okrywają je w fazie wzrostu, po czym rozchylają się i więdną. Okwiat lejkowaty, złożony z sześciu różowych, białych lub bladocytrynowożółtych listków, często z ciemnymi paskami na zewnątrz. Trzy lub sześć pręcików przylega do szyjki słupka, u niektórych gatunków jedynie u nasady, u innych do połowy wysokości. Nitki pręcików u niektórych gatunków są ząbkowane. Zalążnia dolna. Szyjka słupka charakterystyczna dla rodzaju, z nabrzmieniem u nasady, którego kształt w zależności od gatunku jest dyskowaty, jajowaty lub trójskrzydłowy, którego rolą jest utrzymanie nektaru, który kwiaty wytwarzają w obfitych ilościach. U kilku gatunków kwiaty są wonne.
OwoceCienkościenne torebki, zbudowane z trzech komór, mieszczących do 9 zielonkawoczerwonych, jajowatych nasion.

## Biologia
RozwójGeofity cebulowe. Nowe liście pojawiają się wkrótce po pierwszych opadach deszczu w zimie i zamierają późną wiosną. Kwiaty pojawiają się jesienią. Obfite zasoby nektaru sprawiają, że kwiaty są atrakcyjne dla szerokiej gamy owadów: pszczół miodnych, much i motyli. Rośliny te są zdolne do samozapłodnienia oraz zapłodnienia krzyżowego. Nasiona szybko się rozwijają i pozostają soczyste do kiełkowania. Nie mają stanu uśpienia i nie mogą być przechowywane. Nasiona wyprodukowane w parasolowatych owocostanach są rozprzestrzeniane po tym, jak suche owocostany odrywają się i toczą na wietrze, podczas gdy te utworzone w owocostanach główkowatych opadają na ziemię dość blisko rośliny macierzystej.
Obszar występowania i siedliskoWiększość gatunków występuje na półsuchych obszarach z zimowymi opadami deszczu. Zasięg występowania dwóch gatunków rozciąga się na obszar letnich opadów deszczu, przez płaskowyż Karru Wysokie do wschodniego Wolnego Państwa i Lesotho. Najwięcej gatunków występuje na wyżynach Namaqualand w pobliżu Springbok i na skarpie Bokkeveld w pobliżu Nieuwoudtville. Wiele rzadkich gatunków zamiłostek występuje na obrzeżach regionu zimowych opadów w południowej Namibii i Richtersveld. Zajmują siedliska skaliste i piaszczyste równiny, a wiele gatunków występuje w małych populacjach o bardzo ograniczonym zasięgu występowania.

## Systematyka
Pozycja systematyczna
Rodzaj z podplemienia Strumariinae, plemienia Amaryllideae, podrodziny amarylkowych Amaryllidoideae z rodziny amarylkowatych Amaryllidaceae.
Wykaz gatunków
- Strumaria aestivalis Snijman
- Strumaria barbarae Oberm.
- Strumaria bidentata Schinz
- Strumaria chaplinii (W.F.Barker) Snijman
- Strumaria discifera Marloth ex Snijman
- Strumaria gemmata Ker Gawl.
- Strumaria hardyana D.Müll.-Doblies & U.Müll.-Doblies
- Strumaria karooica (W.F.Barker) Snijman
- Strumaria karoopoortensis (D.Müll.-Doblies & U.Müll.-Doblies) Snijman
- Strumaria leipoldtii (L.Bolus) Snijman
- Strumaria luteoloba Snijman
- Strumaria massoniella (D.Müll.-Doblies & U.Müll.-Doblies) Snijman
- Strumaria merxmuelleriana (D.Müll.-Doblies & U.Müll.-Doblies) Snijman
- Strumaria perryae Snijman
- Strumaria phonolithica Dinter
- Strumaria picta W.F.Barker
- Strumaria prolifera Snijman
- Strumaria pubescens W.F.Barker
- Strumaria pygmaea Snijman
- Strumaria salteri W.F.Barker
- Strumaria speciosa Snijman
- Strumaria spiralis (L'Hér.) W.T.Aiton
- Strumaria tenella (L.f.) Snijman
- Strumaria truncata Jacq.
- Strumaria unguiculata (W.F.Barker) Snijman
- Strumaria villosa Snijman
- Strumaria watermeyeri L.Bolus

## Zagrożenie i ochrona
Zamiłostki są roślinami rzadkimi. 24 z 27 gatunków obejmuje Czerwona Lista roślin Południowej Afryki. Gatunki Strumaria barbarae, S. bidentata, S. leipoldtii są krytycznie zagrożone, a S. chaplinii jest zagrożony wyginięciem. Osiem gatunków jest narażonych. Największym zagrożeniem dla większości gatunków jest utrata siedlisk, głównie z powodu wydobycia diamentów i zwiększonego zapotrzebowania na grunty rolne, głównie pod uprawy winorośli, ziemniaków i aspaltatu (herbaty rooibos).

## Nazewnictwo
Etymologia nazwy naukowejNazwa naukowa rodzaju pochodzi od łacińskiego słowa struma, określającego poduszkowaty obrzęk występujący w skrofulozie, oraz przyrostka dzierżawczego -aria i odnosi się do nabrzmiałej nasady szyjki słupka występującej u roślin z tego rodzaju.
Nazwy zwyczajowe w języku polskimPolska nazwa rodzaju Strumaria: zamiłostka, wskazana została w Słowniku nazwisk zoologicznych i botanicznych polskich... Erazma Majewskiego wydanym w roku 1894, a także w Słowniku polskich imion rodzajów oraz wyższych skupień roślin z roku 1900 Józefa Rostafińskiego. Wcześniej nazwę tę podawały również Słownik języka polskiego Zdanowicza i Orgelbranda z 1861 r. i Groszes Wörterbuch der modernen europäischen Sprachen Peschka z 1879 r.
Synonimy taksonomiczne
- Carpolyza Salisb., Parad. Lond. 1: t. 63 (1807)
- Hessea P.J.Bergius ex Schltdl., Linnaea 1: 252 (1826)
- Nesynstylis Raf., Fl. Tellur. 4: 123 (1838)
- Eudolon Salisb., Gen. Pl.: 127 (1866)
- Gemmaria Salisb., Gen. Pl.: 127 (1866)
- Hymenetron Salisb., Gen. Pl.: 128 (1866)
- Pugionella Salisb., Gen. Pl.: 128 (1866)
- Stylago Salisb., Gen. Pl.: 127 (1866)
- Bokkeveldia D.Müll.-Doblies & U.Müll.-Doblies, Bot. Jahrb. Syst. 107: 27 (1985)
- Tedingea D.Müll.-Doblies & U.Müll.-Doblies, Bot. Jahrb. Syst. 107: 45 (1985)

## Zastosowanie
Rośliny bardzo dobrze nadają się do uprawy w doniczkach jako rośliny pokojowe. Dobrze kwitną. Szczególnie atrakcyjny jest gatunek S. salteri o różowych kwiatach. Z uwagi na rzadkość nie są jednak spotykane w uprawie.